# Tinni Ernsjöö Rappe

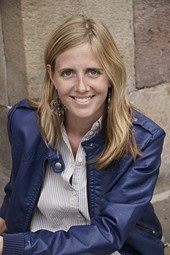
Tinni Ernsjöö Rappe.

Christina Tinni Elisabet Ernsjöö Rappe, född Christina Elisabet Ernsjöö 9 oktober 1970 i Mölndal, är en svensk journalist, författare och feminist.
Tinni Ernsjöö Rappe arbetade som reporter och redaktör på Svenska Dagbladet i slutet av 1990-talet och är författare till flera böcker utgivna i Sverige, Norge och Finland. Hon driver barnboksbloggen Grannfrun. 2014 var hon redaktör för SVT:s samtalsprogram "Runda bordet". Hon arbetar sedan 2015 på Handelshögskolan i Stockholm, som director för skolans Art Initiative samt Literary Agenda.